# Van der Linden d'Hooghvorst

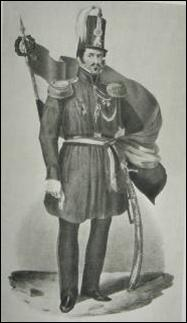
Emmanuel van der Linden baron d'Hooghvorst

Van der Linden d'Hooghvorst is een geslacht dat opklimt tot minstens in de zestiende eeuw en waarvan drie leden in 1816 in de adel werden bevestigd. 

## Geschiedenis
In 1544 zou keizer Karel V aan Jean van der Linden het ridderschap hebben verleend. In 1627 gebeurde hetzelfde door Filips IV ten gunste van Ferdinand van der Linden. In 1663 werd de heerlijkheid Hooghvorst door Filips IV verheven tot baronie. 
Onder het Verenigd Koninkrijk der Nederlanden werden in 1816 drie broers, leden van het geslacht, benoemd in de Ridderschap en erkend te behoren tot de erfelijke adel. Twee onder hen speelden een belangrijke rol bij de revolutie die leidde tot de oprichting van het koninkrijk België.
De familie woonde hoofdzakelijk in Meise, in het Hof van Immerseel en het kasteel van Bouchout.

## Einde ancien régime

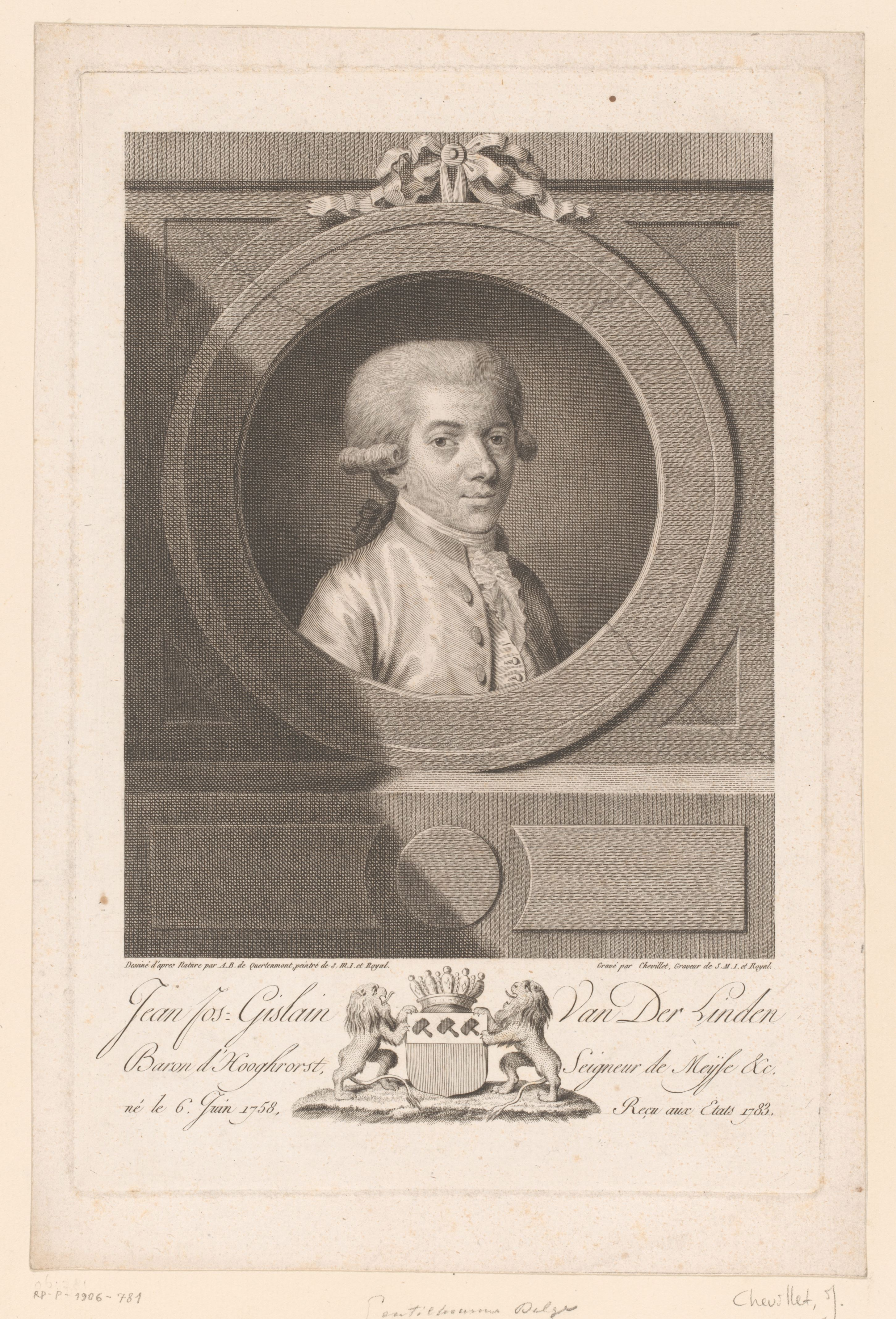
Jean Joseph van der Linden (1758-1806)

Joseph Ignace van der Linden (†1786), baron d'Hooghvorst, was getrouwd met Marie-Catherine de Brune de Willecomme († 1762).
Een zoon van hen was Jean Joseph van der Linden (Meise, 1758 - Saulieu, 1806). Hij was de laatste heer van Hooghvorst onder het ancien régime. Hij trouwde in 1780 met Angelique de Gage (1755-1783), uit een van oorsprong Engelse familie. Zij bracht twee zonen ter wereld en overleed kort daarop.
Jean Joseph hertrouwde in 1786 met Marie-Anne de Roose (1766-1811), behorende tot de Antwerpse familie De Roose de Pret de Calesberg. Ze kregen vier kinderen.

## Enkele telgen
Jean Joseph Ghislain van der Linden, voornoemd, is het familiehoofd van wie er afstammelingen zijn tot heden.
- Baron Emmanuel van der Linden d'Hooghvorst (1781-1866), lid van de Provinciale Staten van Zuid-Brabant, lid van het Voorlopig Bewind, plaatsvervangend lid van het Nationaal congres, burgemeester van Meise, in 1816 benoemd in de Ridderschap en erkend in de erfelijke adel met de titel van baron, overdraagbaar bij eerstgeboorte.
  - Jonkvrouw Philippine van der Linden d'Hooghvorst (1808-1869), hofdame van de Belgische koningin Louise Marie; trouwde in 1825 met baron Auguste d'Overschie de Neeryssche (1802-1880).
  - Léon van der Linden d'Hooghvorst (1812-1891), burgemeester van Meise.
    - Jonkvrouw Mathilde van der Linden d'Hooghvorst (1833-1903); trouwde in 1852 met Henri baron van Brienen de Groote Lindt (1826-1854), lid van de familie Van Brienen

  - Jonkheer Victor van der Linden d'Hooghvorst (1813-1847); trouwde in 1837 met Emilie gravin d'Oultremont de Wégimont (1818-1878), zalig verklaard
    - Jonkheer Edmond van der Linden d'Hooghvorst (1840-1890), volksvertegenwoordiger en burgemeester van Resteigne; trouwde in 1864 met zijn nicht Marie-Louise Maret de Bassano (1846-1918), hofdame van koningin Marie-Henriette.
      - Jonkvrouw Marguerite van der Linden d'Hooghvorst (1869-1922); trouwde in 1888 Levinus Clemens Marie Hubertus baron de Loë-Imstenraedt, heer van Mheer (1861-1925), lid van de Nederlandse familie De Loë.
      - Jonkvrouw Pauline der Linden d'Hooghvorst (1873-1952), hofdame van prinses Clementine.
      - Victor van der Linden d'Hooghvorst (1878-1942), burgemeester van Bousval; trouwde met Marthe Descantons de Montblanc (1887-1978).
        - Emmanuel van der Linden d'Hoogvorst (1914-1999); trouwde met gravin Elisabeth de Marnix de Sainte Aldegonde (1914-2004).
          - Edmond van der Linden d'Hooghvorst (1944- ); trouwde met gravin Nathalie de Lichtervelde (1946- ).

        - Jonkvrouw Marie-Emilie van der Linden d'Hooghvorst (1918-1991); trouwde in 1944 met jonkheer Bryan Edward Quarles van Ufford (1920-1975), Nederlands ambassadeur en lid van de familie Quarles.

    - Jonkvrouw Pauline van der Linden d'Hooghvorst (1814-1867), hofdame van de Franse keizerin Eugénie.
- Baron Joseph van der Linden d'Hooghvorst (1782-1845), lid van het Nationaal congres, burgemeester van Brussel, in 1816 benoemd in de Ridderschap en erkend in de erfelijke adel met de persoonlijke titel van baron. Het echtpaar bleef kinderloos.
- Baron Constantin van der Linden d'Hooghvorst (1787-1814); trouwde met Marie-Thérèse Moretus (1790-1814). Het echtpaar bleef kinderloos.
- Baron Charles van der Linden d'Hooghvorst (Meise, 13 augustus 1788 - Brussel, 20 maart 1847), auditeur bij de Raad van State, provincieraadslid van Zuid-Brabant, in 1816 benoemd in de Ridderschap en erkend in de erfelijke adel met de persoonlijke titel van baron. Werd in 1831 verkozen tot senator, maar weigerde het ambt op te nemen; trouwde in 1815 met Marie-Thérèse Moretus (1790-1862), weduwe van zijn broer Constantin. Het echtpaar bleef kinderloos.

## Voetnota
1. ↑  Hiervan is geen officieel document bekend.